# Bij Dorus op schoot
Bij Dorus op schoot was van 1967 tot 1969 een televisieprogramma voor kinderen waarin Dorus (een typetje van Tom Manders) kinderen op de schoot nam om met hen te praten en een liedje te zingen. Het publiek bestond uit circa 400 kinderen. Het programma werd opgenomen in het theater Cabaret Dorus in Rotterdam. Toen het theater in 1970 sloot, eindigde ook het televisieprogramma.
In november 1967 kreeg het televisieprogramma door het liedje 'Poesje mauw' landelijke aandacht. De tweejarige Corrina Konijnenburg zong tot grote hilariteit van het publiek, Manders én de kijkers thuis minutenlang "poesie mauw, poesie mauw, poesie mauw", omdat dit de enige regel was die ze kende. Het fragment is daarna nog dikwijls herhaald.
Niet elk fragment haalde de uitzending, zoals een schunnig liedje dat door een driejarig meisje werd gezongen.

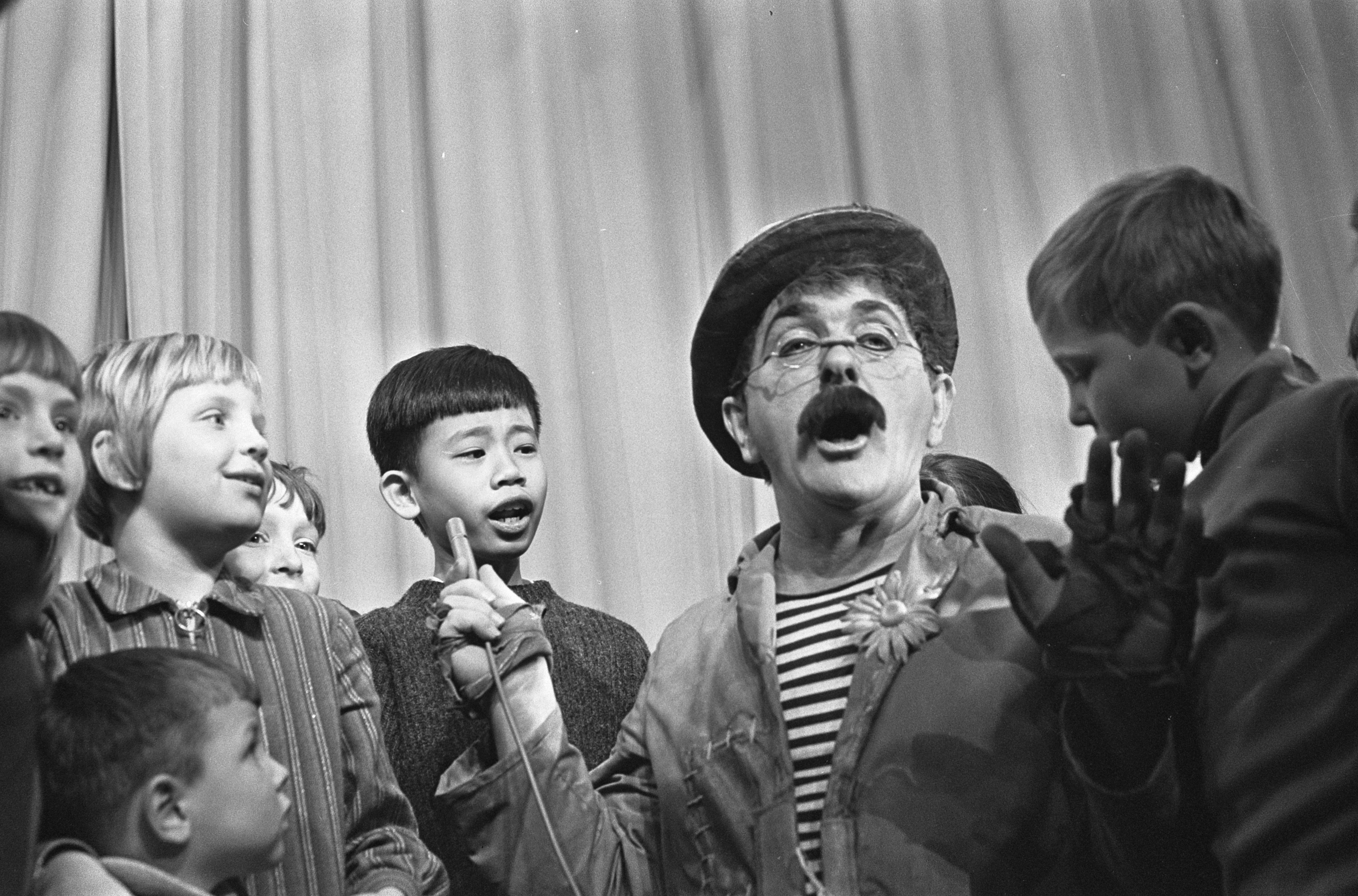